# Palle Mikkelborg

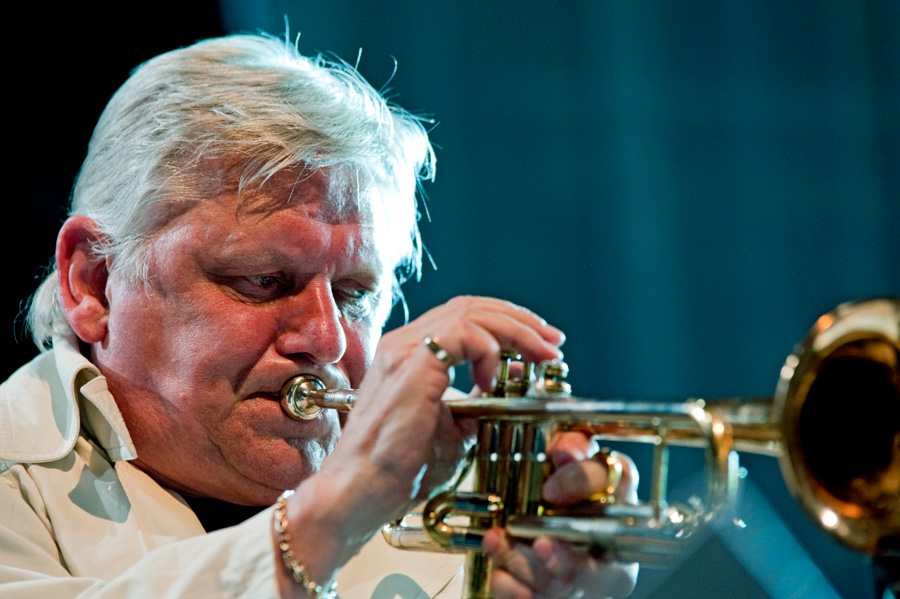
Palle Mikkelborg, mœrs festival 2010

Palle Mikkelborg (* 6. März 1941) ist ein dänischer Jazztrompeter, Flügelhorn-Spieler, Band-Leader, Komponist und Arrangeur von Jazz-Fusion-Musik, aber auch zeitgenössischer klassischer Musik.

## Leben und Wirken
Mikkelborg begann 1956 Trompete zu spielen (auf der er nach eigenen Worten Autodidakt ist) und ist seit 1960 professioneller Jazzmusiker. Er nahm unter anderem mit den Bigbands von Gil Evans, George Russell, Kurt Edelhagen,  Peter Herbolzheimer,  mit Dexter Gordon, Terje Rypdal, Karin Krog, Jan Garbarek, Gary Peacock, Dino Saluzzi, Abdullah Ibrahim, Trilok Gurtu auf. Mit dem Schlagzeuger Alex Riel hatte er ab 1967 ein Quintett, mit dem er auch 1970 in Montreux und Newport auftrat. In den 1970er-Jahren hatten beide eine Jazz-Fusion Gruppe namens V 8. Ein Höhepunkt seiner Arbeit ist sein Mitwirken 1984 an Miles-Davis-Album Aura, das er für diesen komponierte (als Hommage an sein musikalisches Vorbild, anlässlich der Verleihung des dänischen  Léonie-Sonning-Musikpreises an Davis 1984) und dessen Aufnahme mit der Dänischen Radio-Bigband er leitete. Mit Niels-Henning Ørsted Pedersen und Kenneth Knudsen hatte er das Trio Heart to Heart. Daneben leitet er eigene Gruppen und spielt mit seiner Frau, der walisischen Harfenistin Helen Davies. Neben Jazz und Weltmusik fließen in seine Kompositionen und Arrangements auch Einflüsse moderner klassischer Musik (Charles Ives, Olivier Messiaen) ein.

## Preise und Auszeichnungen
2001 erhielt Mikkelborg den Musikpreis des Nordischen Rates. 2003 wurde er mit dem dänischen Django d’Or als Legende des Jazz ausgezeichnet. 2013 wurde ihm der Ben Webster Prize of Honour verliehen.

## Diskografie (Auswahl)
- Miles Davis Aura 1984
- mit Dino Saluzzi, Charlie Haden, Pierre Favre Once Upon a Time – Far Away in the South, ECM 1986
- Anything but Grey 1992
- Vision mit L. Shankar, Jan Garbarek, ECM
- Heart to Heart 1994
- The Garden Is a Woman, Sony/BMG 1996
- mit Karin Krog You Must Believe in Spring 1997
- mit Niels-Henning Ørsted Pedersen Hommage – Once Upon a Time, Universal 1998
- Noone of Night My God 1999
- Voice of Silence – Louisiana Suite, Sundance, 2000 (mit dem Danish Radio Jazz Orchestra)
- Song… Tread Lightly, Sony 2000
- To Whom It May Concern – Greatest, Sony 2005, 2 CD
- Bill Evans: Treasures: Solo, Trio and Orchestra Recordings from Denmark (1965–1969) (Elemental Music, 2023)
- Palle Mikkelborg / Jakob Bro / Marilyn Mazur: Strands (2023)